# Ryan International Airlines
Ryan International Airlines, Inc. — американська авіакомпанія, що здійснює внутрішні та міжнародні нерегулярні перевезення.
Базується в місті Рокфорд, штат Іллінойс. Поштова служба США була одним з перших замовників у цієї авіакомпанії, яка виконувала на літаках Boeing 727 регулярні вантажопоштові перевезення. Ryan в даний час виконує нерегулярні чартерні та екскурсійні перевезення; виконуються замовлення для Міністерства оборони США, Міністерства юстиції та інших федеральних відомств.

## Історія
Авіакомпанія була заснована в місті Вічита, найбільшому населеному пункті штату Канзас в 1972 році і почала комерційні польоти 3 березня наступного року. Раніше вона була відома як Ryan Aviation, була перепродана Рональдом Райаном в 1989 році. В 1983 році компанія почала чартерні пасажирські перевезення з Атлантік-Сіті, Міннеаполіса — Сент-Пола, Клівленда і Цинциннаті. Рональд Райан був повним власником компанії до 2005 року, до покупки ріелторською компанією Rubloff Development Group. Ryan виконувала значну кількість рейсів AirTran Airways між Атлантою і містами тихоокеанського узбережжя США в 2003-2004 роках, після чого AirTran почала виконувати ці рейси на власних літаках Boeing 737. В 2006 році штаб-квартира компанії переїхала в Рокфорд.

## Флот

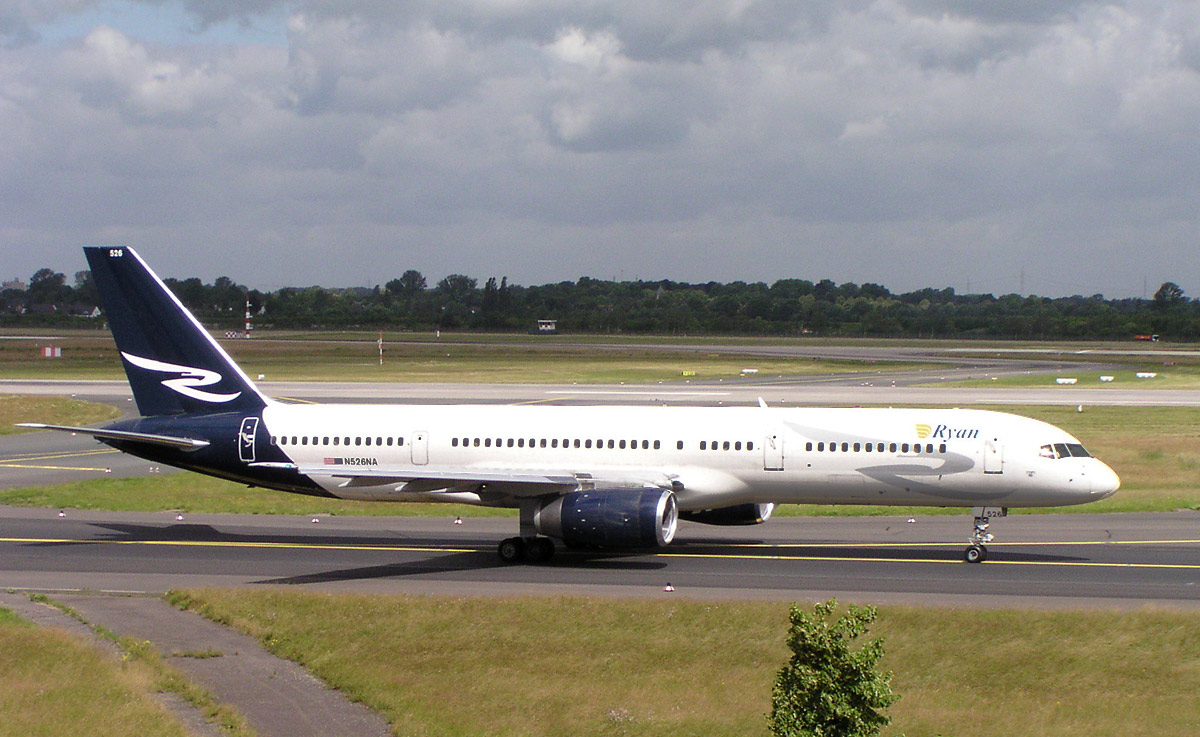
Boeing 757-200 авіакомпанії Ryan International

На 1 травня 2010 року Ryan International Airlines мав флот з 8 літаків:

## Зовнішні посилання
- Ryan International Airlines